# 四維路 (高雄市)
四維路（Sihwei Rd.）是高雄市的東西向主要道路，由於高雄市政府四維行政中心位於此路上，故為高雄市區中心相當重要的道路，本道路共分為四個部分。東起於輔仁路口，西止於海邊路，僅經苓雅一區。

## 命名
即禮、義、廉、恥等四大綱紀。語出自《管子‧牧民》：「國有四維：一曰禮，二曰義，三曰廉，四曰恥。」又曰：「四維不張，國乃滅亡。」。舊說本路為1950年代由高雄工程隊官員張浵命名，新考據乃由科員林金枝所命名。

## 行經行政區域
- 苓雅區

## 分段
四維路共分為四個部分：
- 四維一路：原名上海路，東起於輔仁路口，西於凱旋二路口接四維二路。寬度僅為單線道（輔仁路至福德三路）、雙線道（福德三路至凱旋二路），道路兩側多為舊部落。
- 四維二路：東於凱旋二路口接四維一路，西於民權一路口接四維三路。寬度為雙線道（凱旋二路至光華一路）、設有安全島六線道（含慢車道，光華一路至民權一路）。
- 四維三路：東於民權一路口接四維二路，西於中山二路口接四維四路。路寬度大。
- 四維四路：東於中山二路口接四維三路，西止於海邊路口。

## 沿線設施
（由東至西）
- 四維一路
  - 高雄市立四維羽球場(門牌設於輔仁路93號)
  - 高雄市苓雅區福東國民小學(門牌設於福德三路96號)
- 四維二路
  - 國立高雄師範大學和平校區(門牌設於和平一路116號)
  - 高雄市政府社會局長青綜合服務中心(51號4樓)
  - 公有林德官市場(151號)
  - 復華高中(門牌設於民權一路42號)
  - 高雄市政府警察局苓雅分局民權路派出所(369號)
  - 輕軌衛生局站
- 四維三路
  - 高雄市政府四維行政中心(2號)
    - 市府郵局（四維行政中心1樓）

  - 台灣中油四維三路站（永定街93號，靠近四維三路）
  - 寒軒國際大飯店(33號)
  - 高雄市立苓雅國民中學(176號)
  - 生日公園
- 四維四路
  - 高雄市苓雅區苓洲國民小學(61號)
  - 四維公園
  - 自強夜市（自強三路口）
  - 阮綜合醫院(門牌設於成功一路162號)
  - 高雄市政府警察局苓雅分局成功路派出所(門牌設於成功一路136號)
  - 長榮海運高雄大樓(177號)
  - 高雄市護理師護士公會(261號9樓)
  - 光榮碼頭

## 公車資訊
- 四維一路

無公車行駛
- 四維二路
  - 漢程客運
    - 168東區間 金獅湖站－金獅湖站
    - 168西區間 金獅湖站－金獅湖站
    - 72 金獅湖站－中正高工

  - 港都客運
    - 紅21 建軍站（捷運衛武營站）－捷運三多商圈站

  - 南台灣客運
    - 90 民族幹線 捷運三多商圈站－高鐵左營站

  - 高雄客運
    - 8001 高雄－鳳山－林園（經高雄市政府四維行政中心、雄商）
- 四維三路
  - 漢程客運
    - 168東區間 金獅湖站－金獅湖站
    - 168西區間 金獅湖站－金獅湖站

  - 南台灣客運
    - 90 民族幹線 捷運三多商圈站－高鐵左營站

  - 高雄客運
    - 224 楠梓－大社－大灣－高雄－歷史博物館

  - 義大客運
    - 8503 義大世界－高雄市政府四維行政中心
- 四維四路
  - 漢程客運
    - 168東區間 金獅湖站－金獅湖站
    - 168西區間 金獅湖站－金獅湖站
    - 黃1 輕軌旅運中心站–忠誠路口

## 公共自行車
- 高雄市公共自行車租賃系統：
  - 四維河南路口：四維一路/河南路口(東北側)
  - 長青綜合服務中心：四維二路/英明路(西南角)
  - 四維光華一路口：四維二路/光華一路(西南側)
  - 民權四維三路口：民權一路65-67號(前人行道)
  - 四維行政中心(四維三路)：四維三路/永定街口(東北角)
  - 苓雅國中：林森二路80號(對面)
  - 生日公園：四維三路/文橫二路口(西北角)
  - 中山四維四路口：中山二路455號(前人行道)
  - 四維公園：四維四路/自強三路(東北角)